# Orlik kanadyjski
Orlik kanadyjski (Aquilegia canadensis) – gatunek rośliny należący do rodziny jaskrowatych, w łatwy sposób hybrydyzuje z innymi gatunkami orlika.
Występuje na kontynencie północnoamerykańskim. Jest jedynym gatunkiem orlika, występującym we wschodniej części Ameryki Północnej. Pomimo nazwy, większość areału zajmowanego przez ten gatunek leży na terytorium Stanów Zjednoczonych. Roślina występuje od wybrzeży Atlantyku na wschodzie po mniej więcej 100. południk na zachodzie. Na północy spotkamy ją w południowo-zachodniej Kanadzie od południowej Manitoby przez południową część Ontario i Quebecu po amerykański stan Maine. Na południu sięga po linię biegnącą od wschodniego skrawka Arkansasu po Karolinę Południową. Wyspowe, dysjunkcyjne stanowisko ma na Płaskowyżu Edwardsa w Teksasie.

## Morfologia

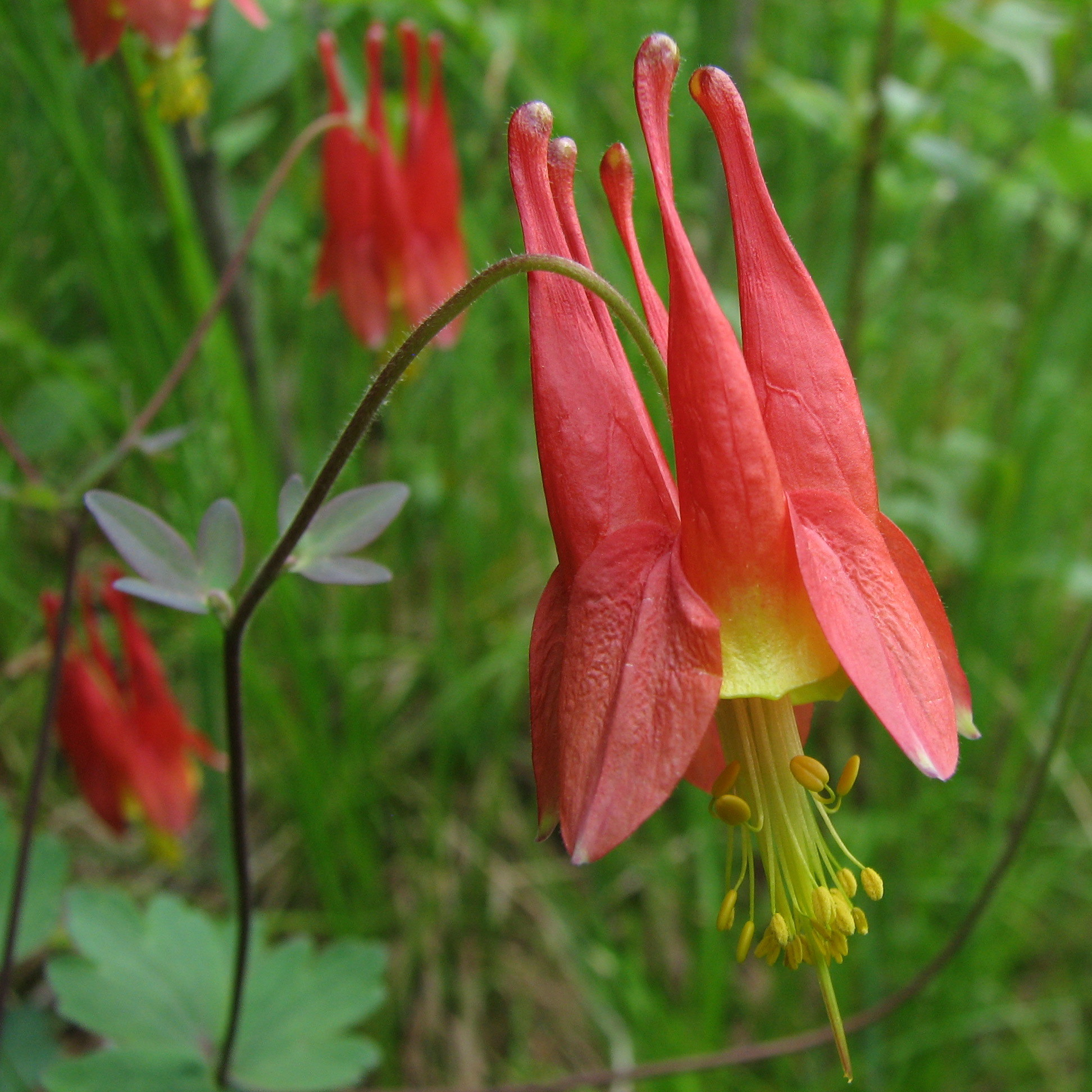
Kwiat

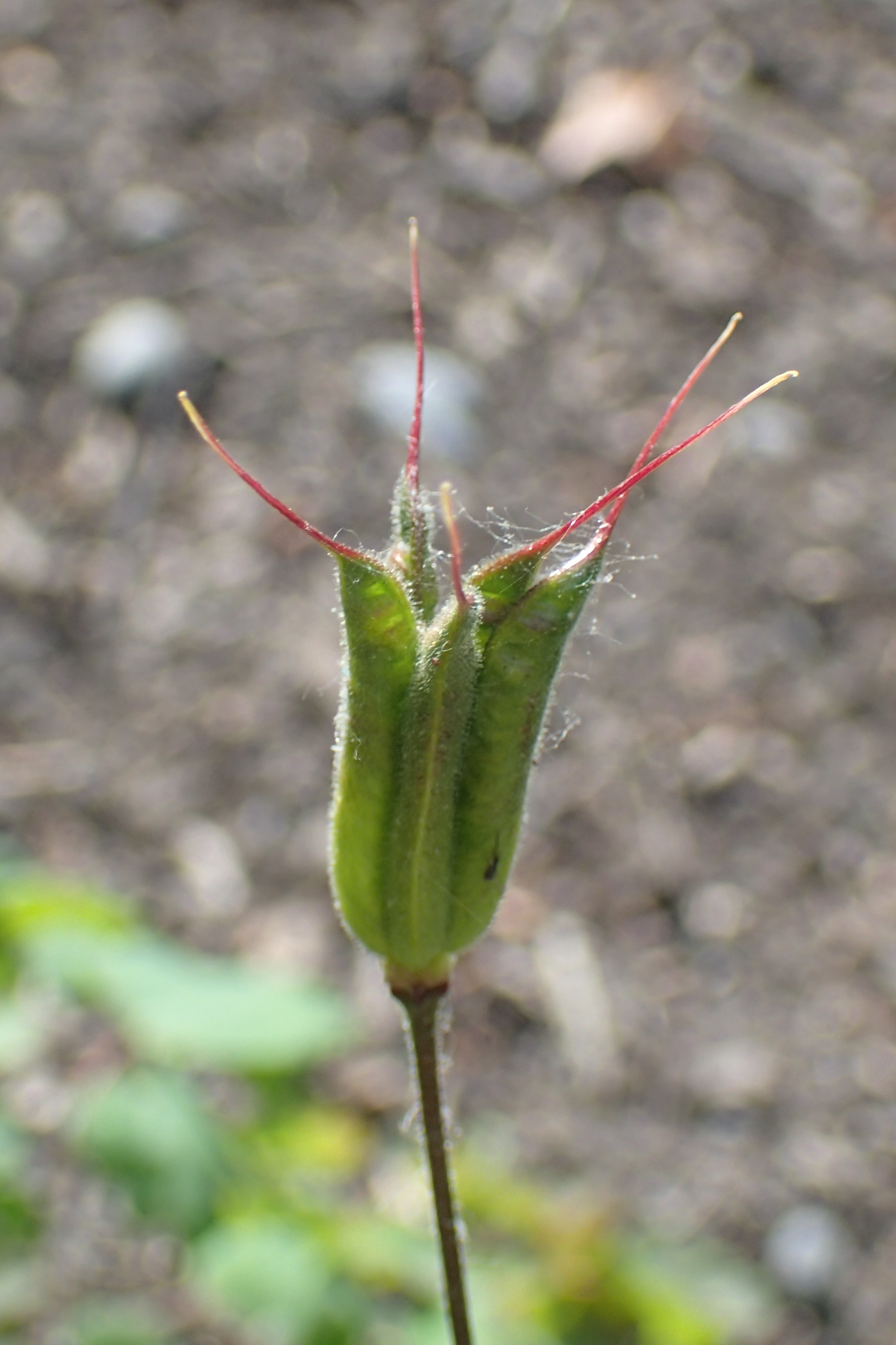
Owoc

ŁodygaWzniesiona, rozgałęziona, o wysokości od 15 do 90 cm.
LiścieKlapowane na długich ogonkach, potrójnie trójlistkowe.
KwiatyMają 1–2 cm długości, mają żółte i czerwone płatki z czerwonymi ostrogami. Pojawiają się późną wiosną, kulisty koniec ostrogi zawiera nektar, który jest poszukiwany przez motyle i kolibry.
ToksycznośćWszystkie części rośliny zawierają trujący cyjanowodór, który występuje w postaci glikozydów, jest uwalniany w przypadku uszkodzenia rośliny.

## Biologia i ekologia
RozwójKwitnie późną wiosną, zwykle w maju lub czerwcu.
SiedliskoRośnie w średnio zwartych lub zacienionych lasach, na północnych stokach wzgórz, w górach na skalnych półkach, zawsze w miejscach wilgotnych, często podsiąkających wodą.